# Sabine Fohler

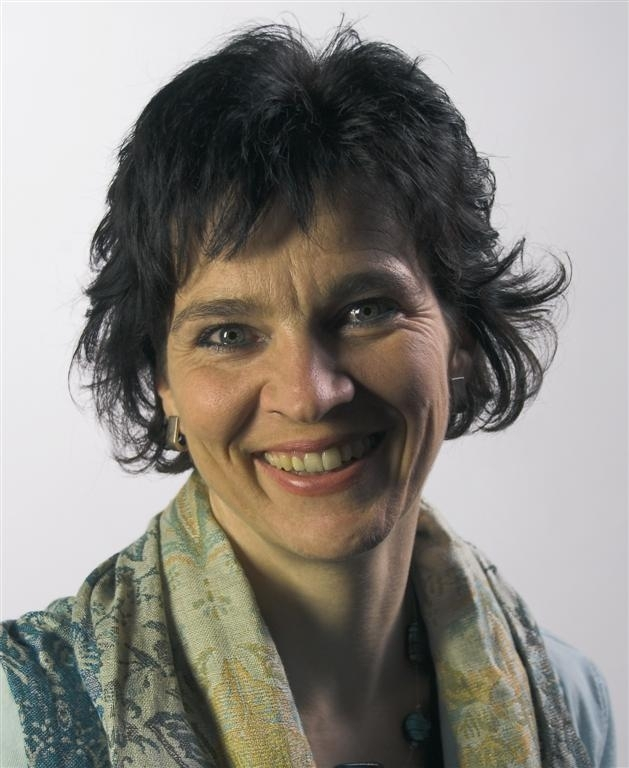
Sabine Fohler

Sabine Fohler (* 28. Oktober 1963 in Reichenbach an der Fils) ist eine deutsche Politikerin (SPD).

## Leben und Beruf
Fohler studierte in den Jahren 1984 bis 1990 in Stuttgart Politikwissenschaften, Volkswirtschaftslehre und Soziologie und schloss mit einem Magister ab. 
Vom Jahr 1990 an arbeitete sie als wissenschaftliche Mitarbeiterin in der SPD-Landtagsfraktion und im Büro des Fraktionsvorsitzenden Dieter Spöri. Von 1992 bis 2008 war sie persönliche wissenschaftliche Mitarbeiterin von verschiedenen Landtagsabgeordneten. 
Sie ist Mitglied des Verwaltungsrats der Württembergischen Staatstheater Stuttgart.
Fohler ist verheiratet, evangelisch und hat drei Kinder. 

## Politik
Fohler ist seit dem Jahr 1991 in der SPD und war in den Jahren 2004 bis 2008 Vorsitzende des Ortsvereins Reichenbach sowie seit 2005 Beisitzerin im Kreisvorstand in Esslingen. Seit 1999 ist sie Mitglied im Gemeinderat von Reichenbach. 
Im Mai 2008 wurde Fohler Abgeordnete des Landtags von Baden-Württemberg, sie rückte für die ausgeschiedene Carla Bregenzer nach und erhielt einen Sitz im Ausschuss für Wissenschaft, Forschung und Kunst sowie im Europaausschuss und im Verwaltungsrat des Staatstheaters. Außerdem war sie sektenpolitische Sprecherin ihrer Fraktion. In den im Jahr 2011 gewählten Landtag zog sie nicht wieder ein.